# Dryops fils du Sperchios
Pour les articles homonymes, voir Dryops.
Dans la mythologie grecque, Dryops (en grec ancien Δρύοψ / Drýops), fils du dieu fleuve Spercheus et de Polydora, est le héros éponyme des Dryopes. Il est le père de Cragaleus et de Dryope, et le grand-père du dieu Pan.

## Sources
- Antoninus Liberalis, Métamorphoses [détail des éditions], IV, 32.
- Pausanias, Description de la Grèce [détail des éditions] [lire en ligne], IV, 34, 9.